# Bogusław Piltz
Bogusław Piltz (ur. 1945) – polski koszykarz, występujący na pozycji środkowego, reprezentant Polski, multimedalista mistrzostw Polski.
Znajdował się w składzie Legii Warszawa, kiedy ta podejmowała gwiazdy NBA – 4 maja 1964. W zespole All-Stars znajdowali się wtedy: Bill Russell, Bob Pettit, Oscar Robertson, Tom Heinsohn, Jerry Lucas, Tom Gola, Bob Cousy, K.C. Jones, czyli dziś sami członkowie Galerii Sław Koszykówki. Na parkiet nie wszedł, ponieważ Legia przez cały mecz grała tylko składem podstawowym (Janusz Wichowski, Jerzy Piskun, Andrzej Pstrokoński, Tadeusz Suski, Stanisław Olejniczak). Drużyna z Warszawy przegrała to spotkanie 76-96. Różnica punktów okazała się najniższą spośród wszystkich pięciu drużyn, które rywalizowały z NBA All-Stars.
Wydział Gier i Dyscypliny PZKosz nałożył na niego dożywotnią dyskwalifikację po zakończeniu postępowania karnego o przestępstwa celno-dewizowe. Dodatkowo przez dwa lata po odbyciu kary miał zakaz wyjazdów zagranicznych.

## Osiągnięcia

### Klubowe
- Mistrz:
  - Polski:
    - 1963, 1966, 1969
    - juniorów (1963)[3]

  - Wojska Polskiego (1961)
- Wicemistrz Polski:
  - 1968
  - juniorów (1962)
- Brąz mistrzostw Polski juniorów (1964)
- Zdobywca pucharu Polski (1970)[4]
- Uczestnik rozgrywek:
  - Pucharu Europy Mistrzów Krajowych (1963/1964 – TOP 8, 1966–1968, 1969/1970 – II runda)
  - Europejskiego Pucharu Zdobywców Pucharów (1968/1969, 1970/1971 – ćwierćfinał)